# 3월 12일
3월 12일은 그레고리력으로 71번째(윤년일 경우 72번째) 날에 해당한다.

## 사건
- 1862년 - 미국 남북전쟁, 셰넌도어 계곡 전역 북군 뱅크스 휘하의 실즈 사단이 윈체스터 점령. 뱅크스는 잭슨 장군과 남군이 완전히 철수하였다고 오판.
- 1920년 - 니콜라옙스크 사건으로 독립군과 붉은 군대는 일본군을 전멸시켰다.[1][2]
- 1930년 - 인도, 영국에 대한 저항 운동으로 소금 사티아그라하 감행.
- 1993년 - 조선민주주의인민공화국이 핵 확산 금지 조약 (NPT)를 탈퇴하다.
- 2004년 - 노무현 대통령 탄핵소추안이 국회를 통과하면서 노무현 대통령이 직무정지되었다.
- 2012년 - 타이타닉, 아바타의 감독 제임스 카메론이 잠수함을 제작하여 인류 역사상 가장 깊은 바다인마리아나 해구 11000여 m에 도달했다.
- 2017년 - 박근혜, 대통령 탄핵 인용으로 청와대에서 퇴거.
- 2020년 - 리버풀이 아틀레티코 마드리드에게 3:2로 패배.
- 2023년 - 한국타이어 대전공장 화재가 발생했다.

## 문화
- 1088년 - 교황 우르바노 2세 즉위
- 1989년 - 팀 버너스리가 월드 와이드 웹 개시.
- 2011년 - 큐슈신칸센 전구간 개통으로, 산요 신칸센과 직결 운행을 개시했다.

## 탄생
- 1637년 - 요크 공작, 앨버니 공작이었던 제임스의 첫 번째 부인 앤 하이드. (~1671년)
- 1685년 - 영국의 철학자이자 성공회 주교인 조지 버클리. (~1753년)
- 1789년 - 프랑스의 조각가 다비드 당제. (~1856년)
- 1821년 - 바이에른 왕국의 왕족 루이트폴트 폰 바이에른 섭정 왕자. (~1912년)
- 1889년 - 리비아의 국왕 이드리스 1세. (~1983년)
- 1890년 - 러시아의 무용수 바츨라프 니진스키. (~1950년)
- 1902년 - 대한민국의 독립운동가 박열. (~1974년)
- 1910년
  - 헝가리의 추기경 레커이 라슬로. (~1986년)
  - 일본의 정치인 오히라 마사요시. (~1980년)
- 1922년 - 대한민국의 배우 추봉.
- 1923년 - 미국의 사회운동가, 여성운동가 클라라 프레이저. (~1998년)
- 1925년 - 일본의 물리학자 에사키 레오나.
- 1930년 - 대한민국의 기업인 방대룡. (~1983년)
- 1932년 - 대한민국의 언론 출신 정치인 박권흠. (~2024년)
- 1934년 - 스폐인계 미국의 생물학자 프란시스코 아얄라. (~2023년)
- 1938년 - 대한민국의 기업인 방대룡. (~1983년)
- 1940년 - 미국의 가수 알 재로. (~2017년)
- 1942년 - 대한민국의 배우 박정자.
- 1945년 - 대한민국의 종교인 종연.
- 1946년
  - 미국의 배우 겸 가수 라이자 미넬리.
  - 미국의 성우 프랭크 웰커.
  - 일본의 정치인 고사카 겐지. (~2016년)
- 1947년 - 대한민국의 바둑 기사 천풍조.
- 1948년
  - 대한민국의 가수 한대수.
  - 대한민국의 가수 최헌. (~2012년)
- 1950년 - 스페인의 전 축구 선수, 현 축구 감독 하비에르 클레멘테.
- 1952년 - 미국의 배우 토미 리먼. (~2025년)
- 1954년 - 대한민국의 야구 선수 박철순.
- 1956년
  - 대한민국의 전 야구 선수, 감독자 박철순.
  - 네덜란드의 축구 선수, 현 축구 감독 핌 페르베이크. (~2019년)
- 1958년
  - 대한민국의 뮤지컬 배우 남경읍.
  - 대한민국의 정치인, 국회의원 엄태영.
- 1959년 - 대한민국의 검사 출신 정치인 주철현.
- 1960년 - 대한민국의 문학.예술인 장창호.
- 1962년
  - 독일의 전 축구 선수 안드레아스 쾨프케.
  - 미국의 영화감독 크리스 샌더스.
- 1963년 - 대한민국의 전 축구 선수 현 축구 지도자 김성수.
- 1965년
  - 대한민국의 정치인 양정숙.
  - 대한민국의 정신건강의학과 의사 오은영.
- 1968년
  - 프랑스의 정치인 장뱅상 플라세.
  - 미국의 배우 에런 엑하트.
  - 대한민국의 음악가 겸 대학교수 조형곤. (~2020년)
- 1969년
  - 영국의 가수 그레이엄 콕슨.
  - 일본의 성우 오카무라 아케미.
- 1970년 - 대한민국의 가수 이상은.
- 1971년 - 대한민국의 배우 김수현.
- 1973년 - 체코의 모델 겸 배우 에바 헤르지고바.
- 1974년 - 일본의 성우 시이나 헤키루.
- 1976년 - 중국의 배우 자오웨이.
- 1977년
  - 대한민국의 정치인 김호진. (~2024년)
  - 일본의 성우 토쿠나가 아이.
- 1978년
  - 대한민국의 배우 남궁민.
  - 일본의 만화가 다네무라 아리나.
  - 네덜란드의 스피드 스케이팅 선수 카린 클레이뵈커르.
- 1979년
  - 대한민국의 방송인 이하정.
  - 대한민국의 배우 김지훈.
  - 대한민국의 야구 선수 이혜천.
  - 잉글랜드의 음악가 피트 도허티.
- 1981년
  - 일본의 성우 사이토 치와.
  - 이탈리아의 방송인 크리스티나 콘팔로니에리.
- 1982년
  - 대한민국의 배우 박민정.
  - 대한민국의 전직 스타크래프트 프로게이머 김선기.
  - 대한민국의 언론인 이지선.
- 1983년
  - 대한민국의 만화가 서나래.
  - 대한민국의 성우 남도형.
- 1984년
  - 대한민국의 전 축구 선수 김우주.
  - 대한민국의 레이싱 모델 문세림.
  - 미국의 배우 제이미 알렉산더.
- 1985년
  - 대한민국의 래퍼 화나.
  - 대한민국의 프로 바둑 기사 최철한.
- 1986년 - 영국의 가수, 기타리스트 대니 존스.
- 1987년 - 일본의 가수 토사카 히로오미.
- 1988년
  - 대한민국의 펜싱 선수 김지연.
  - 독일의 카누 선수 제바스티안 브렌델.
- 1989년 - 대한민국의 축구 선수 박선용.
- 1990년
  - 대한민국의 야구 선수 오지환.
  - 대한민국의 축구 선수 최재원.
- 1991년
  - 대한민국의 레이싱 모델 윤채원.
  - 미국의 배우 해나 홀먼.
  - 헝가리의 근대5종 선수 코바치 셔롤터.
- 1992년 - 대한민국의 온라인콘텐츠 창작가 쿙이.
- 1993년
  - 대한민국의 배구 선수 조송화.
  - 대한민국의 배구 선수 정시영.
- 1994년 - 미국의 가수 크리스티나 그리미.
- 1995년
  - 대한민국의 배구 선수 공윤희.
  - 대한민국의 래퍼 해쉬스완.
  - 대한민국의 바둑 기사 이동휘.
- 1997년
  - 대한민국의 기상캐스터 양윤진.
  - 일본의 축구 선수 스즈키 도쿠마.
  - 프랑스의 펜싱 선수 장필리프 파트리스.
- 1998년 - 대한민국의 축구 선수 서민우.
- 1999년 - 일본의 가수 오다 사쿠라.
- 2000년 - 대한민국의 리그 오브 레전드 프로게이머 표식.
- 2001년
  - 대한민국의 가수, 배우 김민규.
  - 앙골라의 축구 선수 풍기 사무엘.
  - 이스라엘의 모델 안나 자크.
- 2002년 - 대한민국의 가수 박지용 (엔카이브).
- 2003년
  - 대한민국의 역도 선수 박혜정.
  - 미국의 배우 겸 모델 말리나 와이즈만.
  - 대한민국의 바둑 기사 박신영.
- 2004년 - 대한민국의 가수 김우석.
- 2005년 - 대한민국의 가수 예왕.
- 2006년 - 대한민국의 배우 이레.
- 2012년
  - 대한민국의 유튜버 김서준 (제이제이튜브).
  - 대한민국의 아역 배우 박소이.
- 2013년 - 대한민국의 모델, 배우 이담.

### 미상
- 대한민국의 가수 윤대천.

## 사망
- 479년 - 신라의 제20대 국왕 자비 마립간(慈悲麻立干). (?~)
- 604년 - 로마 가톨릭의 제64대 교황 교황 그레고리오 1세. (540년~)
- 1908년 - 이탈리아의 아동문학 작가 에드몬도 데 아미치스. (1846년~)
- 1916년- 오스트리아의 작가 마리 폰 에브너 에셴바흐. (1830년~)
- 1925년 - 중국의 정치인 쑨원. (1866년~)
- 1945년 - 독일의 유대인 소녀 안네 프랑크. (1929년~)
- 1954년 - 독일의 사회학자 마리안 베버. (1870년~)
- 2001년 - 미국의 소설가 로버트 러들럼. (1927년~)
- 2002년 - 미국의 야구인 스티브 그로멕. (1920년~)
- 2009년 - 대한민국의 대중가수 이창용. (1971년~)
- 2013년 - 대한민국의 배우 강태기. (1950년~)
- 2014년 - 대한민국의 국악인 이은관. (1917년~)
- 2015년
  - 영국의 소설가, 디스크월드의 작가 테리 프래쳇. (1948년~)
  - 대한민국의 축구 선수 박재승. (1923년~)
- 2016년 - 미국의 수학자이자 경제학자 로이드 섀플리. (1923년~)
- 2018년 - 미국의 가수 크레이그 맥. (1970년~)
- 2019년 - 대한민국의 변호사 김연태. (1945년~)
- 2020년
  - 대한민국의 소설가 신지식. (1930년~)
  - 프랑스의 영화배우 토니 마셜. (1951년~)
- 2021년 - 줄루족의 왕 굿윌 즈웰리티니. (1948년~)
- 2022년 - 이스라엘의 사격 선수 헨리 헤르스코비치. (1927년~)
- 2023년
  - 대한민국의 음악가 김남윤. (1949년~)
  - 미국의 육상 선수 딕 포스버리. (1947년~)
- 2024년 - 미국의 예술가 민영순. (1953년~)
- 2025년 - 미국의 영화배우 브루스 글로버. (1932년~)

## 기념일
- 세계 사이버 검열 반대의 날(World Day Against Cyber Censorship)
- 모리셔스의 국경일
- 중화민국과 중화인민공화국의 식목일 (植樹節 식수절 )
- 미국의 걸스카우트 창립 기념일(Girl Scout Birthday)

## 같이 보기
- 전날: 3월 11일 다음날: 3월 13일 - 전달: 2월 12일 다음달: 4월 12일
- 음력: 3월 12일
- 모두 보기